# Егоровская волость (Тарский уезд)
Его́ровская волость — административно-территориальная единица Тарского уезда Тобольской губернии (до 1917), Акмолинской (Омской) области (1917—1918), Тюменской губернии (1919), Омской губернии (1920—1924).
Волостной центр — посёлок Егоровский.

## География
В волости имелись речки Унарка и Уй. В речке Унарка рыба не водилась. В речке Уй водились окуни, ерши, чебаки, щуки, язи. Вода в речках была пригодной для питья.
Расстояние от до города Омска 340 вёрст, до города Тара 40 вёрст.
Сообщение с городом Омском осуществлялось летом на пороходе по реке Иртыш от города Тара. Зимой на лошадях от города Тара до города Омска около 300 вёрст.

## История
В 1909 году была образована Егоровская крестьянская волость на территории казённых лесных дач третьих разрядов и части территории Седельниковской волости. Волость была исключительно переселенческой.
Волостной центр был размещён в посёлке Егоровском.
В 1911 году из Атирской волости в Егоровскую были переведены посёлки Ермаковка и Ново-Троицкий.
К 1913 году в волости действовало 65 переселенческих участков и посёлков.
7 марта 1919 года часть территории волости была выделена в образованную Екатерининскую волость.
Постановлением Сибревкома от 24 сентября 1924 года в связи с укрупнением волостей вошла в состав Екатерининской волости (преобразованая в 1925 году в Екатерининский район Тарского округа Сибирского края с образованием сельских советов Егоровский, Екатерининский, Унарский, Фёдоровский).

## Административное деление

### Состав на 1909—1912 годы
| - село Унарское - посёлок Александровский - посёлок Берёзовский - посёлок Бобровский - посёлок Богомельский - посёлок Больше-Селимский - посёлок Бриватский - посёлок Белогорский - посёлок Вилейский - посёлок Вишнёвский - посёлок Владимирский - посёлок Городокский - посёлок Гореловский - посёлок Дубовский - посёлок Егоровский | - посёлок Ермаковка - посёлок Калиновский - посёлок Кошкульский - посёлок Курляндский - посёлок Литковский - посёлок Лифляндский - поселок Лево-Кутисский - посёлок Мало-Селимский - посёлок Мариинский - посёлок Межевой - посёлок Нижне-Бобровский - поселок Новиновский - посёлок Ново-Троицкий - посёлок Петровский - посёлок Петропавловский | - посёлок Право-Кутисский - посёлок Псковский - поселок Рождественский - посёлок Романовский - посёлок Скерлинский - посёлок Сыр-Башнинский - посёлок Усть-Курентинский - поселок Фёдоровский - посёлок Юрьевский |

### Состав на 1924 год
В состав волости входило 1 село, 6 деревень, 2 посёлка, более 300 различных хуторов.

### Административные участки
- VII участок крестьянского начальника Тарского уезда с центром в селе Седельниковском;
- III полицейский стан Тарского уезда с центром в селе Евгащинском;
- XI участок полицейского урядника Тарского уезда с центром в селе Кейзесс;
- Тарский участок прокурора Тобольского Окружного Суда Тарского уезда с центром в городе Тара;
- I участок мировой подсудности Тарского уезда с центром в городе Тара;
- Тарский участок податного инспектора Тарского уезда с центром в городе Тара;
- III район инспектора народных училищ Тарского уезда с центром в городе Тара.

### Сельские общества
- 1910 год — 37 населённых пунктов, 24 сельских общества;
- 1911 год — 37 населённых пунктов, 32 сельских общества;
- 1912 год — 37 населённых пунктов, 29 сельских обществ;
- 1913 год — 37 населённых пунктов, 29 сельских обществ;
- 1914 год — 37 населённых пунктов, 29 сельских обществ;
- 1915 год — 30 сельских обществ.

## Промышленность и торговля
Крестьянин среднего достатка засевал в среднем 20-30 пудов ржи и столько же овса, 5-6 пудов ячменя, редко 2-3 пуда пшеницы. Просо и гречиху не сеяли.
При малом скотоводстве молочное хозяйство было не развитым. Крестьяне в среднем держали 2-3 коровы, которые в летнее время по несколько дней, недель, гуляли в урманах, оставляя своих хозяев без молока. Пастухов для скота не имелось.
Овцеводство велось в размерах, достаточным для собственных нужд каждого домохозяина.
В посёлке Ермаковском один крестьянин занимался пчеловодством и имел около 20 колод.
Побочных занятий и ремёсел население не имело. Ярмарок, конских заводов не было.
В посёлках Георгиевском, Иткутском имелись химические заводы Переселенческого Управления для выгонки смолы и дёгтя.

## Инфраструктура
На 1909 год в волости имелось: 1 церковь, 3 школы (официальные), 1 хлебо-запасный магазин, 6 торговых лавок, 3 ветряные мельницы, 4 водяные мельницы, 1 завод, 12 кузниц.
На 1912 год в волости имелось 2 церковно-приходские школы (село Унары, посёлок Ермаковка).
На 1915 год в волости имелось:
- Егоровское волостное правление ведущее почтовые операции с приёмом и выдачей всякого рода корреспонденции (посёлок Егоровский);
- Егоровский фельдшерский пункт с приёмными покоями и постоянными кроватями для обслуживания лишь переселенцев, которые проживали как среди старожилов, так и отдельными посёлками (посёлок Егоровский);
- Лечебное заведение переселенческой организации с приёмными покоями и постоянными кроватями (посёлок Егоровский).

## Религия

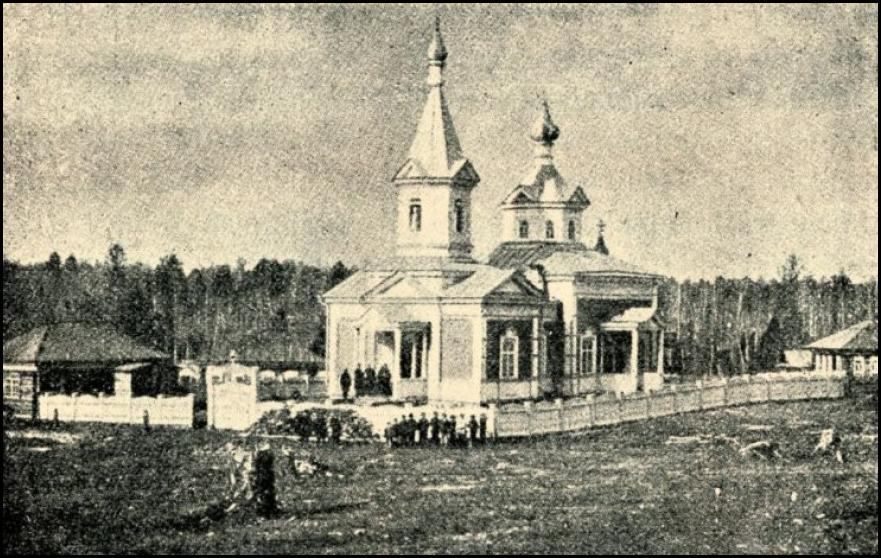
Церковь в честь святой мученицы Агриппины
село Унарское Егоровская волость. 1916 год

В волости имелась изначально единственная церковь в селе Унарском, названная в честь святой мученицы Агриппины, заложенная в 1900 году.
Унарский православный приход входил в III благочиние Омской епархии с центром в селе Крайчиковском.
На 1912 год в состав Унарского прихода помимо села входило ещё 17 деревень и посёлков: Богомель, Ермаковка, Кечин, Межевной, Георгиевка, Юрьевка, Большой Селим, Дубовской, Вилейнский, Петровский, Лево-Кутисский, Рождественский, Иткутский, Погореловский, Новоковоковский, Курляндский, Фёдоровский.
В 1913 году из прихода был выделен самостоятельный Петровский православный приход. По ходатайству Епархиального начальства было возбуждено ходатайство об отпуске средств из фонда имени Императора Александра III на постройку церкви в посёлке Петровском. В приход вошли помимо посёлка Петровского ещё 11 посёлков: Лево-Кутисский, Бриватский, Чухонский, Лево-Сульцинский, Горелый, Улюмский, Фёдоровский, Митькинский, Скирлинский, Александровский, Березовский.
В 1914 году был открыт православный приход в посёлке Егоровском. Комитет по удовлетворению религиозных нужд переселенцев возбудил ходатайство перед Особым совещанием при Священном Синоде 20 июня 1913 году № 446 об открытии прихода в посёлке Егоровском. В состав прихода помимо посёлка Егоровского вошли ещё 18 посёлков и участков: Больше Селимский, Мало Селимский, Верхне Бобровский, Дудовский, Виленский, Новиковский, Владимировский, Юрьевский, Мариинский, Лево-Курийский, Право-Курийский, Псковский, Сосновский, Петровский, Рождественский, Гореловский, Усть-Курменский, Средне-Улюмский. Долгое время приход не удавалось открыть в связи с начавшейся войной.

## Население

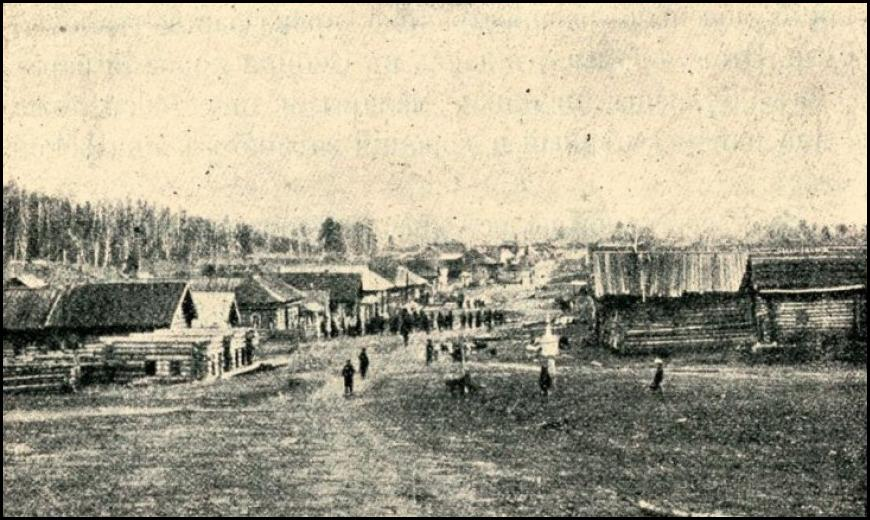
Общий вид переселенческого посёлка Унарского Егоровской волости Тарского уезда. 1916 год

На 1909 год в волости проживало 4855 человек (2457 м — 2398 ж) в 850 дворах.
Переселенческое население из Виленской, Витебской, Волынской, Вятской, Гродненской, Киевской, Костромской, Минской, Псковской губерний. Национальный состав волости: русские, белорусы, латыши, эстонцы, поляки, немцы, пермяки, чуваши, украинцы и незначительное число других.
Крупнейшие населённые пункты
| 1910 год - посёлок Ермаковка — 414 чел.; - село Унарское — 317 чел.; - посёлок Егоровский — 249 чел.; - посёлок Межевой — 240 чел.; - посёлок Ново-Троицкий — 233 чел. |

## Известные уроженцы
- Бабич, Андрей Фёдорович — уроженец посёлка Егоровского, полный кавалер ордена Славы